# Кубок Чернігівської області з футболу 1989
Кубок Чернігівської області з футболу 1989 — 45-й розіграш Кубка Чернігівської області з футболу.
На всіх етапах турніру зустрічі команд складаються з одного матчу.

## Учасники
В цьому розіграші Кубку узяли участь 52 клуби.
| 1/32 фіналу - «Авангард» (Ладан) - «Автомобіліст» (Ічня) - «Агат» (Городня) - «Буревісник» (Чернігів) - «Вимпел» (Сосниця) - «Гідротехнік» (Чернігів) - «Домобудівник» (Чернігів) - «Зірка» (Корюківка) - «Зірка» (Прилуки) - «Інструментальник» (Носівка) - «Колос» (Атюша) - «Колос» (Вербичі) - «Колос» (Волинка) - «Колос» (Григорівка) - «Колос» (Дібрівне) - «Колос» (Івківці) - «Колос» (Лосинівка) - «Колос» (Мена) - «Колос» (Тараса Шевченка) - «Комунальник» (Чернігів) | - «Металіст» (Ніжин) - «МКЗ» (Срібне) - «Нафтовик» (Прилуки) - «Нива» (Малківка) - «Полісся» (Новгород-Сіверський) - «Політехнік» (Чернігів) - «Прогрес» (Ніжин) - «Промінь» (Патюти) - «Промінь» (Чернігів) - ФК «Славутич» (Славутич) - «Сокіл» (Чернігів) - «Сокіл» (Щорс) - «Старт» (Семенівка) - «Старт» (Талалаївка) - «Текстильник» (Чернігів) - «Темп» (Ріпки) - «Україна» (Варва) - «Урожай» (Козелець) - «Факел» (Варва) - «Хіммаш» (Бахмач) | 1/16 фіналу - «Будівельник» (Чернігів) - «Десна» (Ковчин) - команда с. Доч - «Зірка» (Ніжин) - «Кооператор» (Бахмач) - «Маяк» (Холми) - «Полісся» (Корюківка) - «Салют» (Халимонове) - «СПТУ-30» (Куликівка) - «Темп» (Борзна) - «Торпед» (Ніжин) - «Хімік» (Чернігів) |

## 1/32 фіналу
| Команда 1                 | Команда 2                       | Рахунок        |
| ------------------------- | ------------------------------- | -------------- |
| «Урожай» (Козелець)       | «Гідротехнік» (Чернігів)        | 1:3 (д.ч.)     |
| «Колос» (Мена)            | «Сокіл» (Чернігів)              | 3:0            |
| «МКЗ» (Срібне)            | «Україна» (Варва)               | +:-            |
| «Колос» (Атюша)           | «Інструментальник» (Носівка)    | 3:3 (пен. 5:2) |
| «Металіст» (Ніжин)        | «Політехнік» (Чернігів)         | +:-            |
| «Сокіл» (Щорс)            | «Буревісник» (Чернігів)         | +:-            |
| «Агат» (Городня)          | «Колос» (Дібрівне)              | +:-            |
| «Старт» (Семенівка)       | «Полісся» (Новгород-Сіверський) | 6:2            |
| «Вимпел» (Сосниця)        | «Колос» (Волинка)               | 2:0            |
| «Домобудівник» (Чернігів) | «Зірка» (Корюківка)             | 0:2            |
| «Темп» (Ріпки)            | «Колос» (Вербичі)               | 2:3            |
| «Колос» (Тараса Шевченка) | ФК «Славутич» (Славутич)        | 2:1            |
| «Промінь» (Патюти)        | «Текстильник» (Чернігів)        | 0:1            |
| «Автомобіліст» (Ічня)     | «Комунальник» (Чернігів)        | 1:0            |
| «Зірка» (Прилуки)         | «Нафтовик» (Прилуки)            | 2:1            |
| «Старт» (Талалаївка)      | «Промінь» (Чернігів)            | 0:3            |
| «Хіммаш» (Бахмач)         | «Колос» (Григорівка)            | 3:1            |
| «Колос» (Лосинівка)       | «Прогрес» (Ніжин)               | 2:3            |
| «Факел» (Варва)           | «Колос» (Івківці)               | 6:2            |
| «Нива» (Малківка)         | «Авангард» (Ладан)              | 5:6            |

## 1/16 фіналу
| Команда 1                | Команда 2                 | Рахунок |
| ------------------------ | ------------------------- | ------- |
| «Старт» (Семенівка)      | «Вимпел» (Сосниця)        | 5:0     |
| «Зірка» (Корюківка)      | «Колос» (Вербичі)         | 3:1     |
| «Текстильник» (Чернігів) | «Колос» (Тараса Шевченка) | 3:0     |
| «Колос» (Атюша)          | «Металіст» (Ніжин)        | -:+     |
| «Колос» (Мена)           | «Гідротехнік» (Чернігів)  | -:+     |
| «МКЗ» (Срібне)           | «Автомобіліст» (Ічня)     | 2:1     |
| «Промінь» (Чернігів)     | «Зірка» (Прилуки)         | 3:2     |
| «Прогрес» (Ніжин)        | «Хіммаш» (Бахмач)         | 2:3     |
| «Авангард» (Ладан)       | «Факел» (Варва)           | 2:0     |
| «Агат» (Городня)         | «Сокіл» (Щорс)            | 1:2     |
| «Будівельник» (Чернігів) | «Хімік» (Чернігів)        | 0:2     |
| «СПТУ-30» (Куликівка)    | «Десна» (Ковчин)          | 0:2     |
| «Полісся» (Корюківка)    | «Маяк» (Холми)            | -:+     |
| «Салют» (Халимонове)     | «Кооператор» (Бахмач)     | -:+     |
| команда с. Доч           | «Темп» (Борзна)           | 1:3     |
| «Зірка» (Ніжин)          | «Торпед» (Ніжин)          | 0:1     |

## 1/8 фіналу
| Команда 1                | Команда 2          | Рахунок        |
| ------------------------ | ------------------ | -------------- |
| «Хімік» (Чернігів)       | «Десна» (Ковчин)   | 6:2            |
| «Старт» (Семенівка)      | «Маяк» (Холми)     | 0:0 (пен. 3:1) |
| «Зірка» (Корюківка)      | «Сокіл» (Щорс)     | 0:1            |
| «Текстильник» (Чернігів) | «Металіст» (Ніжин) | 1:2            |
| «Гідротехнік» (Чернігів) | «МКЗ» (Срібне)     | 4:0            |
| «Промінь» (Чернігів)     | «Хіммаш» (Бахмач)  | 3:0            |
| «Кооператор» (Бахмач)    | «Авангард» (Ладан) | 1:2            |
| «Темп» (Борзна)          | «Торпед» (Ніжин)   | 0:1            |

## 1/4 фіналу
| Команда 1                | Команда 2            | Рахунок |
| ------------------------ | -------------------- | ------- |
| «Хімік» (Чернігів)       | «Старт» (Семенівка)  | 5:2     |
| «Металіст» (Ніжин)       | «Сокіл» (Щорс)       | 8:0     |
| «Гідротехнік» (Чернігів) | «Промінь» (Чернігів) | 3:0     |
| «Авангард» (Ладан)       | «Торпед» (Ніжин)     | 1:0     |

## 1/2 фіналу
| Команда 1          | Команда 2                | Рахунок |
| ------------------ | ------------------------ | ------- |
| «Металіст» (Ніжин) | «Хімік» (Чернігів)       | 2:0     |
| «Авангард» (Ладан) | «Гідротехнік» (Чернігів) | 1:3     |

## Фінал
| Команда 1                | Команда 2          | Рахунок |
| ------------------------ | ------------------ | ------- |
| «Гідротехнік» (Чернігів) | «Металіст» (Ніжин) | 3:1     |